# Sydostkläpparna
Sydostkläpparna är skär i Åland (Finland). De ligger i Ålands hav eller Skärgårdshavet och i kommunen Föglö i landskapet Åland, i den sydvästra delen av landet. Öarna ligger omkring 28 kilometer sydöst om Mariehamn och omkring 260 kilometer väster om Helsingfors.  De ligger på ön Skarvör.
Arean för den av öarna koordinaterna pekar på är 0,3 hektar och dess största längd är 80 meter i sydväst-nordöstlig riktning. Trakten är glest befolkad. Närmaste större samhälle är Föglö, 16,7 km nordost om Sydostkläpparna.